# Sergio Contreras Navia
Sergio Otoniel Contreras Navia (Valparaíso, 27 de abril de 1926-Temuco, 5 de enero de 2019) fue un ingeniero y eclesiástico católico chileno,  obispo de Ancud (1966 -1974), obispo auxiliar de Concepción (1974-1977) y obispo de Temuco (1977 y 2001). 
https://galerias.iglesia.cl/Gale_5c31354967a8e/Gale5c313549bf755_05012019_752pm.jpeg
Monseñor Sergio Contreras en una comunidad Mapuche 

## Biografía
Nació el 27 de abril de 1926, en la ciudad chilena de Valparaíso. Hijo de Manuel Contreras y Carmen Navia. 

Estudió Ingeniería en la Universidad Técnica Federico Santa María, donde egresó en 1950, con su memoria “Bombas axiales de paletas”, que le significó ser distinguido por el Colegio de Ingenieros de Chile por el mejor trabajo de título de Ingeniería. Esta formación le ayudaría más tarde en su misión pastoral.
«Mis asesores espirituales no me dejaron partir al seminario inmediatamente, sino que me recomendaron concluir mi carrera. De hecho, cuando me titulé, vine a recibir mi certificado con sotana».
Ingresó al Seminario Pontificio Mayor de Santiago, estudiando en la Facultad de Teología de la Universidad Católica de Chile. Obtuvo la licenciatura en Teología y en Filosofía.  

### Sacerdocio
Su ordenación sacerdotal fue el 21 de septiembre de 1957, a manos del obispo Rafael Lira Infante; incardinándose en la diócesis de Valparaíso.
Fue asesor diocesano de universitarios católicos entre 1957 y 1963, año en que comenzó su trabajo diocesano con la Juventud Obrera Católica (JOC), hasta el año 1966. También fue asesor nacional de la JOC y vice-asesor nacional de la Acción Católica.

## Episcopado
El 21 de noviembre de 1966, el papa Pablo VI lo nombró obispo de San Carlos de Ancud. Fue consagrado el 27 de diciembre del mismo año, en la Catedral de Valparaíso, a manos del obispo Emilio Tagle Covarrubias. Tomó posesión canónica de la sede el 14 de enero de 1967.
Celebró el V Sínodo Diocesano de Ancud en 1968 y en esa diócesis, además del legado espiritual, dejó la Casa de Retiro “Estrella del mar” en Castro, donde se forman agentes pastorales. Participó de los Sínodo de los obispos de 1971 y 1974.
El 25 de enero de 1974, fue nombrado obispo titular de Semta y obispo auxiliar de la Santísima Concepción. El 23 de diciembre de 1977, fue nombrado obispo de Temuco. Tomó posesión canónica el 15 de enero de 1978.
Durante su pontificado ordenó 46 sacerdotes, erigió 200 capillas en diversas zonas urbanas y rurales de la diócesis, incluyendo el territorio indígena en disputa.
Impulsó el apostolado de los laicos y la promoción humana y cristiana de los más desposeídos. Bajo su gestión se reconstruyó la Catedral de Temuco, destruida por el terremoto de 1960 y la primera piedra la puso el 19 de marzo de 1981. Numerosos feligreses cooperaron con él y trabajaron arduamente para que el templo estuviera listo para la visita de Juan Pablo II a Temuco.
Fue secretario general de la Conferencia Episcopal de Chile, y participó en la IV Conferencia del Episcopado Latinoamericano en Santo Domingo, en 1992.
Desde el 29 de abril de 1995 hasta febrero del año siguiente fue inicialmente administrador apostólico sede plena y luego con sede vacante de Valdivia hasta el 8 de septiembre de 1996.
El 21 de septiembre de 2001, el papa Juan Pablo II aceptó su renuncia como obispo de Temuco, nombrado a su sucesor al mismo tiempo.

## Trabajo pastoral

### Pastoral con el pueblo mapuche
Trabajó por la dignificación y derechos del pueblo mapuche, siendo además interlocutor en demandas de los estudiantes, campesinos, trabajadores y relegados políticos. Fue uno de los formadores de la Vicaría de la Solidaridad en Temuco; apoyó la creación de la Fundación Instituto Indígena, así como variadas organizaciones de defensa de los derechos humanos del pueblo mapuche.
Fue requerido por comunidades mapuches para mediar en distintas situaciones y el 21 de octubre de 2001, cuando visitó la Intendencia de la Novena Región para despedirse de las autoridades de Gobierno, ya que dejaba el cargo el 3 de noviembre, indicó que el tema indígena fue una de las materias más importantes de su gestión y en ese entonces destacó que aún quedaba mucho por hacer, por no ser un problema que se solucionaría en el corto plazo. Así, instó a todas las partes a buscar los puntos en común para resolver este conflicto.

### Defensor de los derechos humanos
Se preocupó de los derechos humanos, manteniendo un comité de solidaridad. Como secretario de la Conferencia Episcopal de Chile, representó en varias ocasiones la voz de la Iglesia católica frente a violaciones a los derechos humanos del régimen militar de Augusto Pinochet. Su labor pastoral se centró en el apoyo moral y espiritual a las familias de los detenidos desaparecidos, así como el gran compromiso por los derechos humanos en colaboración con los laicos. 
Desarrolló acciones en post del retorno a la democracia, como el Programa de Educación Cívica Belén, de orientación a trabajadores urbanos y rurales con miras al plebiscito nacional de 1988. Gestó actividades de formación de líderes y dirigentes de los trabajadores, obreros, campesinos, mapuche, generando apoyo a la creación de organizaciones de defensa de los derechos económicos, sociales y culturales que trabajaron con ACNUR y la OIM, además de otros espacios de promoción de los derechos humanos.

## Retiro y legado
Vivió en una residencia de ancianos desde 2009. El 14 de septiembre de 2007 celebró sus Bodas de Oro sacerdotales, en una ceremonia en la Catedral de Temuco junto al clero diocesano. Entre las variadas tareas que desempeñó, fue presidente de Cáritas Chile entre 2003 y 2006.

### Fallecimiento

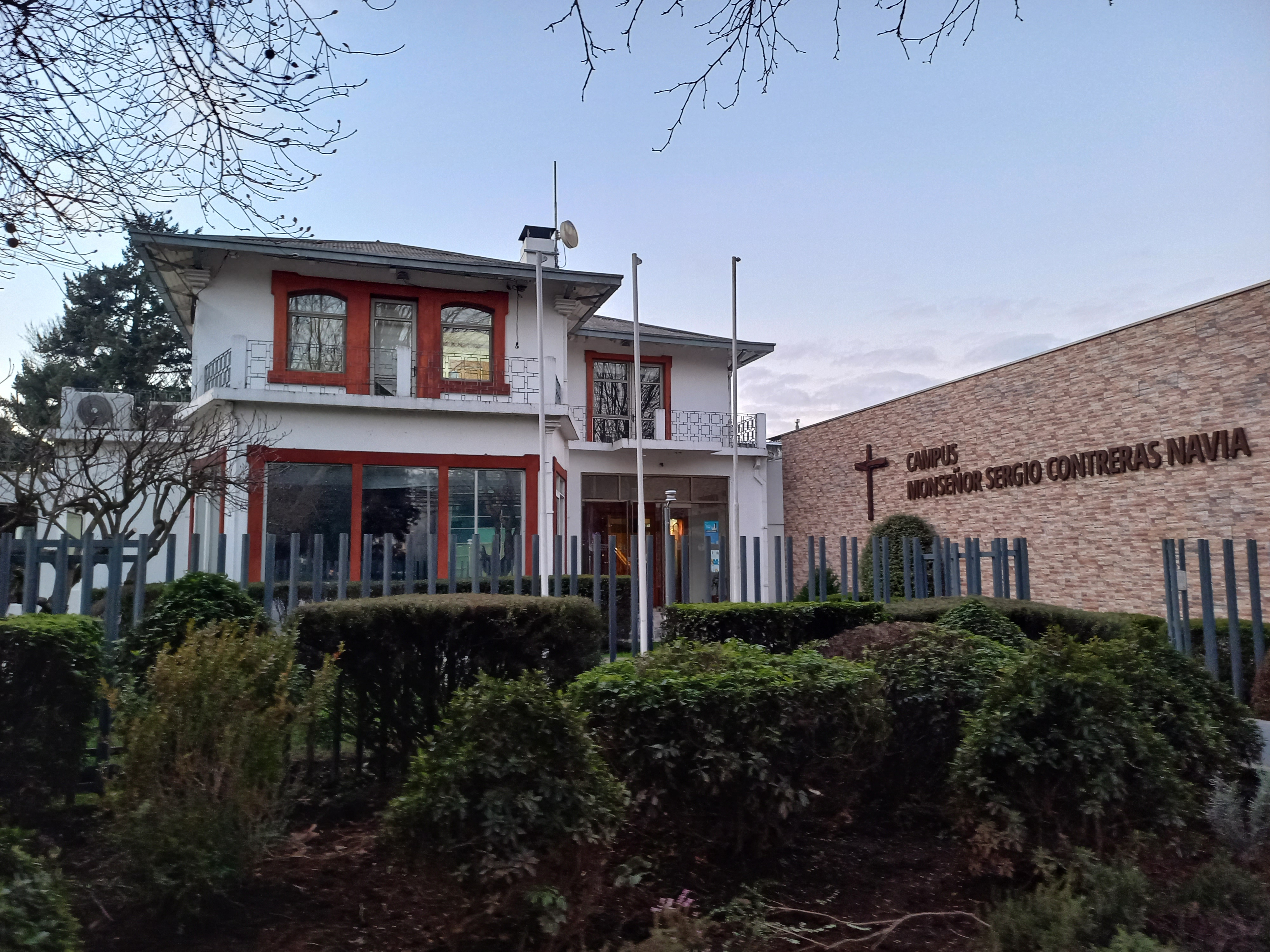
«Campus Monseñor Sergio Contreras Navia» de la Universidad Católica de Temuco

Falleció 5 de enero de 2019 en Temuco, tras una larga enfermedad, a la edad de 92 años. Durante el funeral, Héctor Vargas Bastidas, obispo de Temuco, señaló:
«Si bien Don Sergio se destacaba por ser un hombre intelectualmente brillante, lo que hacía conmover hasta sus más enconados adversarios era su auténtica humildad evangélica. La austeridad que predicaba, la vivía en profundidad. La Navidad y la Semana Santa la vivía silenciosamente en medio de las comunidades más pobres. Quienes siempre lo recuerdan con particular afecto y gratitud».

## Reconocimientos
- Campus Sergio Contreras Navia de la Universidad Católica de Temuco.[9]